# Morven (Georgia)
Morven – miasto w Stanach Zjednoczonych, w stanie Georgia, w hrabstwie Brooks.